# Walter Mirisch
Walter Mirisch (New York City, 8 novembre 1921 – Los Angeles, 24 febbraio 2023) è stato un produttore cinematografico statunitense.

## Filmografia parziale
- I magnifici sette (1960)
- La calda notte dell'ispettore Tibbs (1967) - Premio Oscar al miglior film
- La battaglia di Midway (1976)
- Lo stesso giorno il prossimo anno (1978)
- Dracula (1979)
- I magnifici 7 (The Magnificent Seven), regia di Antoine Fuqua (2016)

## Premi
- Premio Oscar 1968: miglior film per La calda notte dell'ispettore Tibbs
- Golden Globe 1977: premio Cecil B. DeMille alla carriera